# Torrelobatón
Torrelobatón è un comune spagnolo di 519 abitanti situato nella comunità autonoma di Castiglia e León.